# Leopoldina Maria de Anhalt-Dessau
Leopoldina Maria de Anhalt-Dessau (em alemão:  Leopoldine Marie; Dessau, 12 de dezembro de 1716 – Colberga, 27 de janeiro de 1782)  foi princesa de Anhalt-Dessau por nascimento, e marquesa de Brandemburgo-Schwedt como esposa de Frederico Henrique de Brandemburgo-Schwedt.

## Família

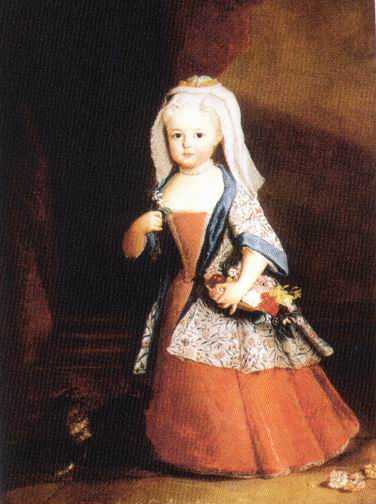
Leopoldina Maria quando era bebê.

Leopoldina Maria foi a quarta filha e nona criança nascida de Leopoldo I de Anhalt-Dessau e de Ana Luísa Föhse.
Os seus avóss paternos foram João Jorge II de Anhalt-Dessau e Henriqueta Catarina de Orange-Nassau. Os seus avós maternos foram o boticário da corte, Rudolf Föhse, e Agnes Ohme.
Ela teve oito irmãos mais velhos, entre eles: o sucessor do pai, Leopoldo II, Dietrich, um General-marechal de campo, Luísa, primeira esposa de Vítor Frederico de Anhalt-Bernburgo, Maurício, também General-marechal de campo, etc.

## Biografia
Em 13 de fevereiro de 1739, aos 22 anos, Leopoldina Maria se casou com o marquês Frederico Henrique, de 29. Ele era filho de Filipe Guilherme de Brandemburgo-Schwedt e de Joana Carlota de Anhalt-Dessau. Eles tiveram duas filhas, Luísa e Frederica Carlota.
A princesa permaneceu casada com o marquês por quase 49 anos, quando morreu em 27 de janeiro de 1782, aos 65 anos de idade. Foi sepultada na Catedral de Colberga, na atual Polônia. O seu viúvo faleceu alguns anos depois, em 1788.
Depois de 1788, o marquesado de Brandemburgo-Schwedt foi incorporado ao Reino da Prússia. Desde então, a antiga residência da marquesa, o Palácio de Schwedt foi usada pela família real da Casa de Hohenzollern como sua residência de verão.

## Descendência
- Luísa de Brandemburgo-Schwedt (24 de setembro de 1750 – 21 de dezembro de 1811), foi esposa de Leopoldo III de Anhalt-Dessau, seu primo, com quem teve um filho;
- Frederica Carlota de Brandemburgo-Schwedt (18 de agosto de 1745 – 23 de janeiro de 1808), foi a última princesa-abadessa da Abadia de Herford.